# Francesco Corner

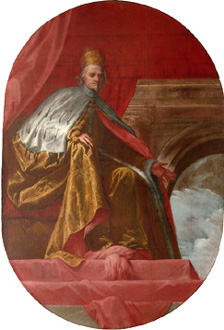
Pietro Liberi (1605–1687): Francesco Corner, Porträt, angefertigt für den Corner-Palast am Campo S. Polo

Francesco Corner, auch Francesco Cornaro (* 6. März 1585 in Venedig; † 5. Juni 1656 ebenda) war, folgt man der Zählweise der staatlich gesteuerten Geschichtsschreibung der Republik Venedig, ihr 101. Doge.
Francesco Corners Familienzweig gehörte zum bedeutendsten, einer sowieso schon überaus einflussreichen und vermögenden Familie der Stadt. Deren Heiratspolitik zielte in besonderem Maße darauf ab, das Gesamtvermögen möglichst nur an einen der Söhne weiterzugeben und die übrigen Kinder prestige- und einflusssteigernd zu platzieren. Francescos Vater war Doge, so dass seine Söhne aus den meisten öffentlichen Ämtern während seiner Amtszeit hätten zurücktreten müssen, weil dies die Gesetze so vorsahen. Darüber jedoch kam es zum Streit innerhalb des Patriziats. Francesco gelang der Wiedereinstieg in eine Ämterlaufbahn infolge entsprechender rechtlicher Beschränkungen erst 1630 nach dem Tod seines Vaters. Dabei war er nur einmal, nämlich in Brescia, außerhalb Venedigs tätig.
Corner wurde nach 26 Wahlgängen im Alter von 71 Jahren als Kompromisskandidat – er galt eher als Anhänger der päpstlichen Politik – zum Dogen gewählt. Seine Regierungszeit vom 17. Mai bis zum 5. Juni 1656 war eine der kürzesten eines Dogen.

## Familie
Die Corner gehörten zu den ältesten Familien Venedigs. Sie führten ihren Stammbaum bis auf die Römer zurück. Francesco Corner gehörte aber nicht nur dieser weitverzweigten Familie an, sondern zudem noch dem vermögendsten, nämlich dem Ramo di San Polo. In der Redecima (für deren Erhebung die Pflichtigen ihr Vermögen selbst erklärten) von 1582 hatten der Vater und die Brüder eine Jahresrendite von etwa 4.500 Dukaten angegeben. Die Corner stellten insgesamt vier Dogen, neben Francesco waren dies die Dogen Marco, Giovanni I. und Giovanni II., letzterer ein Enkel Francescos. Der Ruf der Familie war wegen der Günstlingswirtschaft der beiden miteinander verbandelten Dogenfamilien Priuli und Corner, sowie wegen krimineller Geschäfte einzelner Familienmitglieder, in den 1630er Jahren immer noch beschädigt.
Francesco Corner war der vierte von fünf Söhnen, bzw. das achte von dreizehn Kindern des Dogen Giovanni I. Corner und der Chiara di Lorenzo di Giovanni Dolfin. Am 25. Februar 1609 heiratete er Andriana di Antonio Priuli. Das Paar hatte neun Kinder, nämlich Chiara, Elena, Lucrezia, dann Giovanni, Giorgio, Federico, Marcantonio, Marco und Alvise. Unter seine Protektion nahm er zudem Cornelia, die natürliche Tochter seines Bruders Giorgio. Sie verheiratete er mit dem cittadino Simone Aleandri, dem er bei seinem Tod eine Leibrente aussetzte.
Die Arbeitsteilung innerhalb der Familie, die die Stellung in der venezianischen Gesellschaft sichern sollte, war strikt. Francesco war der einzige der Söhne, der heiraten durfte. Auf diese Weise blieb das Gesamtvermögen in wenigen Händen. Dies betraf alle Lebensplanungen. Dieses für die patrizischen Familien typische Verfahren führte dazu, dass von den sechs Söhnen auch wieder nur einer, nämlich Federico, heiraten durfte. Er ehelichte im Jahr 1639 Cornelia Contarini. Francescos Brüder Alvise und Giorgio schlugen die Ämterlaufbahn ein, wobei sie wichtige, aber auch aufwändige Posten im Ausland bekleideten. Federico und Marcantonio hingegen waren für die kirchliche Laufbahn vorgesehen, die hohe Einnahmen versprach, aber auch Prestige und Einfluss auf der Terraferma, dem venezianischen Teil Oberitaliens, der bis vor die Tore Mailands reichte. Francesco schließlich war für eine Karriere im Binnensystem Stadt-Venedigs vorgesehen. Für diesen Aufwand erhielt er von seinem Vater eine materielle Kompensation: In seinem Testament von 1623 erhielt er jährlich 1.000 Dukaten zugesprochen, und zwar für die Dauer von 20 Jahren.

## Leben

### Ämterlaufbahn
Zunächst schien Francesco Corner eine für eine Adelsfamilie übliche Laufbahn am 6. Dezember 1615 mit der Wahl zum Camerlengo di Comun zu beginnen. Doch lehnte er diese Wahl ab. Im Mai 1618 begleitete er seinen Schwiegervater Antonio Priuli, frisch zum Dogen gewählt, bei seinem triumphalen Einzug auf den Markusplatz, bei dem Münzen ins Volk geworfen wurden.
Noch im August desselben Jahres 1618 gehörte er als Provveditore al Cottimo di Londra einem Gremium von vier Magistraturen an. Zu diesen gehörten Fachleute, wie man heute sagen würde, die als Savi bezeichnet wurden. Die vier Magsitraturen waren dementsprechend die Cinque savi alla mercanzia, dazu die drei Cottimi, nämlich di Damasco, di Alessandria und di Londra. Es handelte sich also um regelmäßig erhobene Abgaben auf Handelsvorgänge und Waren, die Damaskus, Alexandria und eben London betrafen, bzw. derjenigen Händler die in deren Warengeschäften tätig waren. Corner war somit für die Abgaben der Londoner Händler verantwortlich, die die Provveditori eintreiben und verwalten sollten. Am 9. November wurde er zum Provveditore alle Rason vecchie – seine Aktivitäten bezogen sich also auf Abgaben, Gebühren und Handelsvorgänge innerhalb Venedigs.
Mit diesen Erfahrungen gehörte er im Oktober 1619 dem Senat an, dem Consiglio dei Pregadi, erneut in den Jahren 1622 bis 1624. Damit begann sein steiler Aufstieg innerhalb der Führungsgruppe.

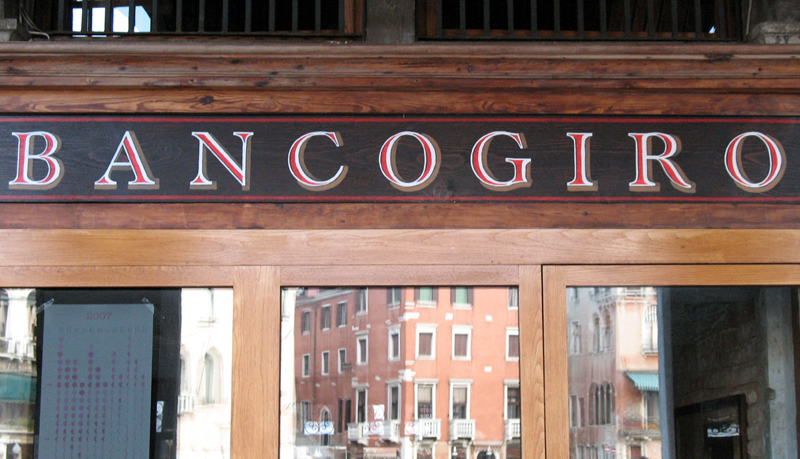
Eingangsschild an der Stelle des 1619 gegründeten Banco Giro, der zweiten staatlich kontrollierten Bank Venedigs nach dem Banco di Piazza di Rialto, die von 1587 bis 1637 bestand

Am 2. März 1624 wurde er zum Consigliere delle leggi gewählt, dann am 11. April zum Depositario del Banco del giro. Damit war er in der Gesetzgebung und dann im Bankwesen tätig, in Venedig eine höchst heikle Aufgabe.

#### Wahl des Vaters zum Dogen (1624) und Amtsverbot gegen die Söhne, Ämter nach 1630
Im Dezember 1624 gehörte er nach dem Tod des Dogen Francesco Contarini dem Wahlgremium an, nämlich als einer der 41 Elektoren zur Wahl des neuen Dogen. Bei dieser Wahl standen sich die Gruppen um die Exponenten Agostino Nani und Francesco Erizzo unversöhnlich gegenüber. Im Hintergrund war das Patriziat gespalten, denn die einen versuchten, den Einfluss des Papstes einzudämmen, die anderen befürworteten seine Positionen. Francescos Vater wurde nun als Kandidat der Papalisti aufgebaut. Gegen die Wahl des Giovanni Corner stellten sich jedoch seine eigenen Söhne Alvise und Giorgio. Diese fürchteten das Ende ihrer politischen Karriere, denn als Söhne eines Dogen hätten sie diese Posten aufgeben müssen, wie es die Gesetze der Republik verlangten. Francesco Corner befürwortete hingegen die Wahl seines Vaters, der noch bei der 33. Abstimmung bescheidene drei Stimmen erhalten hatte. Doch nun zog er mit den anderen Kandidaten nahezu gleich und am 4. Januar 1625 wurde er beim 42. Wahlgang zum Dogen gekürt.
Offenbar aufgrund entsprechender Absprachen waren die Söhne des Dogen mit der Zusage beruhigt worden, dass die Gesetze wandelbar wären. Die beiden Betroffenen hätten den Senat verlassen müssen, daher wurde bereits am 7. Januar 1625 von den sechs Consiglieri, den Dogenräten, positiv beschieden, dass die Brüder nicht nur – gesetzeswidrig – im Senat verbleiben könnten, sondern, dass sie auch das volle Abstimmungsrecht behalten sollten. Trotz entsprechender Beschlüsse durch die Signoria, dass die Brüder im Senat und auch in der angeschlossenen Zonta mit vollem Stimmrecht verbleiben sollten, verzichtete Francesco zugunsten seines Bruders Alvise zunächst im September 1625. Erst im September 1626 trat er selbst als Kandidat an.
Diese Art von Korrumpierung der Gesetze stieß außerhalb und auch innerhalb des Patriziats auf Widerstand. Dessen Wortführer Ranieri Zeno wandte sich an den Großen Rat, die Generalversammlung des Adels, um die Durchsetzung der Gesetze zu erzwingen. Dem Dogen blieb keine Wahl, als selbst die Erhebung seiner Söhne in den Senat aufzuheben. Es kam zu heftigen Auseinandersetzungen, in deren Verlauf Giorgio Corner seinen Gegner Ranieri Zeno verletzte. Die Wahl des Jahres 1630, durch die Nicolò Contarini zum Dogen erhoben wurde, kann als Gegenreaktion gegen die Machenschaften der Corner gedeutet werden. 
Der Vorteil für die Corner-Brüder zeigte sich bald, denn der Karriere Francesco Corners stand nun nichts mehr im Wege. Am 1. Oktober 1630 saß er wieder, diesmal gesetzeskonform, im Senat, dann war er vom 10. Oktober 1630 bis zum 17. Februar 1631 Capo des Sestiere San Polo, zuständig für die Sanità, also für alles, was der Gesunderhaltung diente. Zu dieser Zeit waren bereits die ersten Pestopfer zu beklagen. Am 9. November 1630 war er zugleich Regolatore sopra le Scritture.
Im Oktober 1631, dann 1632 und 1633 saß er wieder in der Zonta des Senats, einem dauerhaft eingerichteten Sondergremium. Am 8. Januar 1631 war er erneut Depositario del Banco del giro. Dann war er vom 6. Juni 1631 bis zum 5. Juni 1633 zwei Jahre lang Provveditore sopra gli Ospedali e i Luoghi pii, schließlich vom 27. November 1632 bis zum 26. November 1634 Provveditore in Zecca, also für die Zecca zuständig, die Münzprägestätte beim Dogenpalast.

#### Capitano in Brescia (1634–1636)
Am 26. März 1634 wurde Francesco Corner zum einzigen Mal auf einen Posten außerhalb Venedigs gewählt, denn er wurde Capitano von Brescia. Seinen Einzug in die Stadt hielt er erst im September 1634. Als Kollege fungierte zunächst Bartolomeo Gradenigo, ab Dezember 1634, G. B. Querini. Er selbst blieb bis Februar 1636 in der Stadt. Ihr Amt fiel in eine Zeit größter politischer und gesellschaftlicher Spannungen auf dem venezianischen Festland, der Terraferma. Auffälligstes Problem waren die Banden, die das Umland beherrschten, und deren der Senat versuchte Herr zu werden. Daher wurden Staatsinquisitoren mit Sonderrechten entsandt. Corner und seine Amtskollegen wandten sich am 26. November 1634 in ihren Berichten gegen das summarische, übereilte, überstrenge und fast willkürliche Verfahren, das althergebrachte Rechte und Privilegien verletzte. In Brescia selbst, wo die venezianischen Amtsinhaber vor allem für das Strafrecht zuständig waren, formierte sich Widerstand, denn die örtlichen Ratsherren waren direkt betroffen.
Eine Beschwerdedelegation wurde in Venedig negativ beschieden, doch erhielt Corner neue Order. In Venedig erkannte man, dass sich die privilegierte Schicht der Stadt mittels eigenwilliger Gesetze beständig an der Macht hielt. Corner untersagte zunächst das weit verbreitete Tragen von Waffen, insbesondere von Feuerwaffen. Die Anführer von Milizen und Truppen gestatteten regelmäßig einigen ihrer Leute das Tragen auch dieser schweren Waffen. Zu den chaotischen Zuständen hatte auch dort die Pest beigetragen, wenn Corner in seinen Berichten auch hoffte, die Bevölkerung werde sich bald wieder erholen. Auch kümmerte er sich um den Salpeter-Bergbau, der von zentraler Bedeutung für die Herstellung von Schießpulver war. In seinem Bericht vom 19. Februar 1636 hob er die Einziehung der Zehnten des Klerus hervor, dessen estimo (Zensus) zuletzt 1564 aktualisiert worden war. Immerhin kamen dabei fast 100.000 Lire zusammen. Andrea Falli, Angehöriger der Accademia degli Erranti, lobte die Amtszeit Corners über alle Maßen. Und auch in der Grabesrede von 1656, die der Arzt Sebastiano Torresini zwei Jahrzehnte später hielt, wurden noch die Verdienste des Capitano hervorgehoben.

#### Ämter in Venedig (ab 1636)

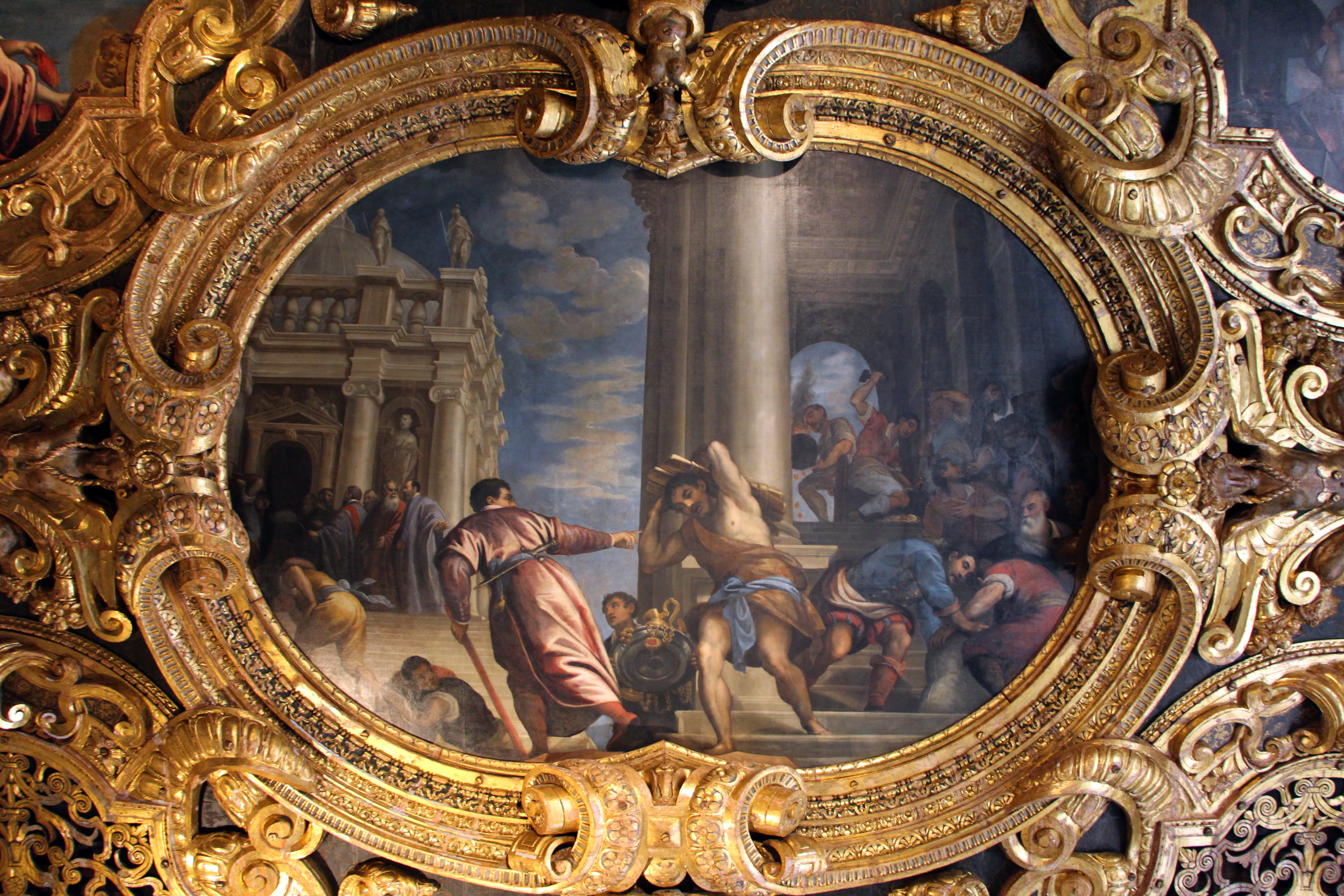
Marco Vecellio: Unter der Aufsicht der Proveditoren prägen die Meister der Zecca Münzen, Sala del Senato, Dogenpalast

Im Oktober 1636 kehrte Corner, kaum wieder in Venedig, in den Senat zurück. Am 19. Juni 1637 wurde er erneut Depositario in Zecca, vom 3. Dezember 1636 bis September 1637 Provveditore sopra i Monti. Damit war er nicht, wie man anhand der Bezeichnung glauben könnte, für die Vergabe von günstigen Krediten an weniger Betuchte verantwortlich, sondern für die Verwaltung der Zwangsanleihen, mit deren Hilfe Kriegskosten oder der schwankende Bedarf der Weizeneinkäufer finanziert wurde. Dann, am 22. Juli 1637, wurde er wieder zum Rat für San Polo erhoben. Schließlich trat er am 15. September 1638 in den Rat der Zehn ein, der allerdings seit einem Jahrzehnt weitgehend entmachtet war, jedenfalls nicht mehr so machtvoll, wie zuvor.
Im Oktober 1639 und 1640 saß er wieder im Senat, wurde am 27. Oktober 1639 Inquisitore alle Legne, dann vom 6. Oktober 1640 bis September des Folgejahres Savio alla Mercanzia. Am 22. November 1640 füllte er den Posten eines Tansadore des Sestiere Santa Croce aus. Wieder zum Depositario in Zecca wurde er vom 23. April bis zum 22. Juni 1641.
Im Oktober 1641 und 1642 trat er in die Zonta des Senats ein, wieder an der Zecca war er vom 16. November 1641 bis zum 15. Mai 1642 Provveditore, um dann, am 31. Mai 1642, Provveditore sopra i Denari zu werden.
Am 19. August 1642 wurde er zum ersten Mal Esecutore contro la Bestemmia, sollte also die Blasphemie bekämpfen. Abermals saß er im Oktober 1644 im Senat. Dann war er vom 16. November 1644 bis zum 15. November 1646 als Provveditore sopra i Monasteri theoretisch für die Klöster, vorrangig aber für die Frauenklöster verantwortlich. Am 20. Mai 1645 Tansadore des Sestiere San Polo, gelangte er wenige Monate später, am 3. September, erneut in den Rat der Zehn. Corner war Senator in den Jahren 1646 bis 1648 und 1650 bis 1655. Als Esecutore contro la Bestemmia wurde er erneut im Feld der Blasphemie am 17. Oktober 1646 tätig, dann am 11. November 1645 als Inquisitore all'Ufficio del sale, er war also für das Staatsmonopol über das Salz verantwortlich.

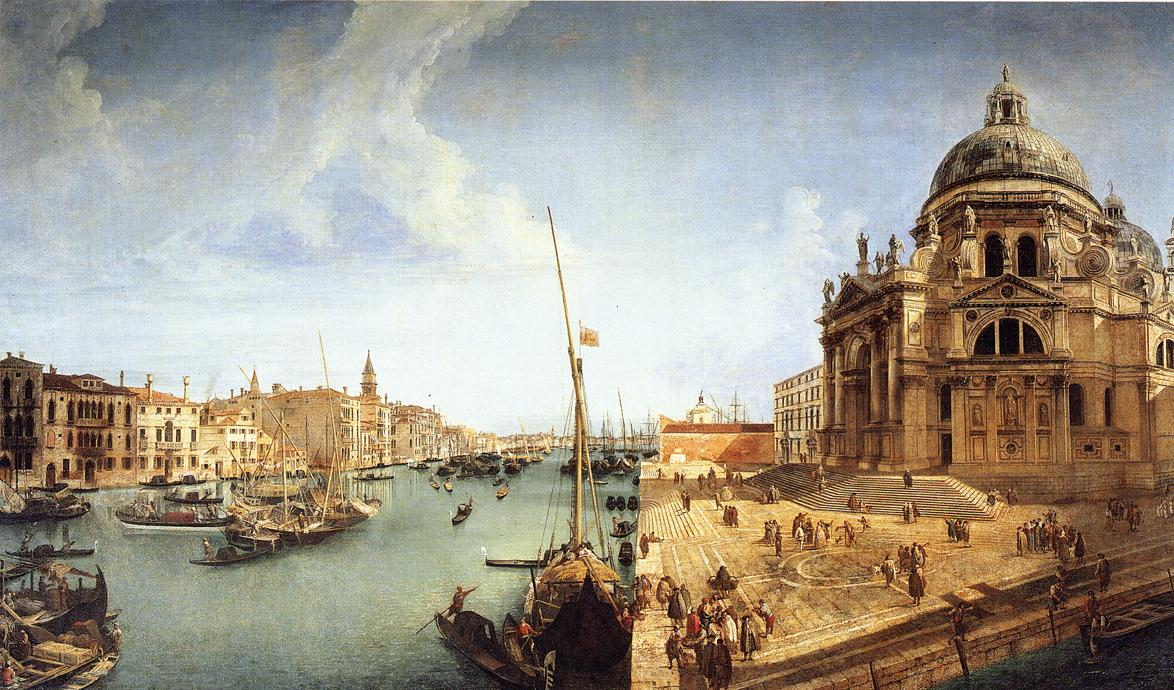
Michele Marieschi: Santa Maria della Salute in Dorsoduro, Öl auf Leinwand, 126 mal 212 cm, um 1735/40, Louvre, L'Entrée du Grand Canal et l'église de la Salute à Venise

Angesichts des Endes der Pest von 1630–1632 war beschlossen worden, eine Kirche zum Ausdruck der Dankbarkeit für die Erlösung von der schweren Epidemie zu errichten. Am 14. Februar 1648 wurde Corner Provveditore sopra la costruzione della chiesa di S. Maria della Salute, also für den Bau von Santa Maria della Salute.
Am 20. Mai 1650 wurde er erneut Provveditore sopra gli Ospedali e i Luoghi pii, dann am 18. Februar 1651 Ehrenrichter. Wieder am 9. Juni 1651 Esecutore contro la Bestemmia, wurde er am 15. Juli 1653 zum Riformatore allo Studio di Padova, war also für die Universität Padua verantwortlich. Ob hier seine Erfahrung in Glaubensfragen ausschlaggebend war, ist unklar. Wieder am 12. Juni 1655 Regolatore alla Scrittura, wurde er am 25. Juni 1655 Savio alle Acque, war also nunmehr für die Wasserwege in der Lagune verantwortlich.

### Wahl zum Dogen
Im selben Jahr 1655 war er wieder unter den 41 Elektoren für die Dogenwahl, diesmal für Carlo Contarini. Nach dessen kurzer Amtszeit traten Leonardo Foscolo, Bertuccio Valier und Giovanni Pesaro als Kandidaten bei der Dogenwahl auf. Beim 26. scrutinio, nachdem keiner der drei Männer die Mehrheit hatte gewinnen können, wurde Corner am 17. Mai 1656 zum Dogen gewählt. Offenbar geschah diese Wahl gegen den Willen Corners, der sich für das Amt zu alt fühlte. Tatsächlich starb er wenige Wochen nach der Wahl an fortgesetztem Fieber, dem er am 5. Juni erlag.

### Testament

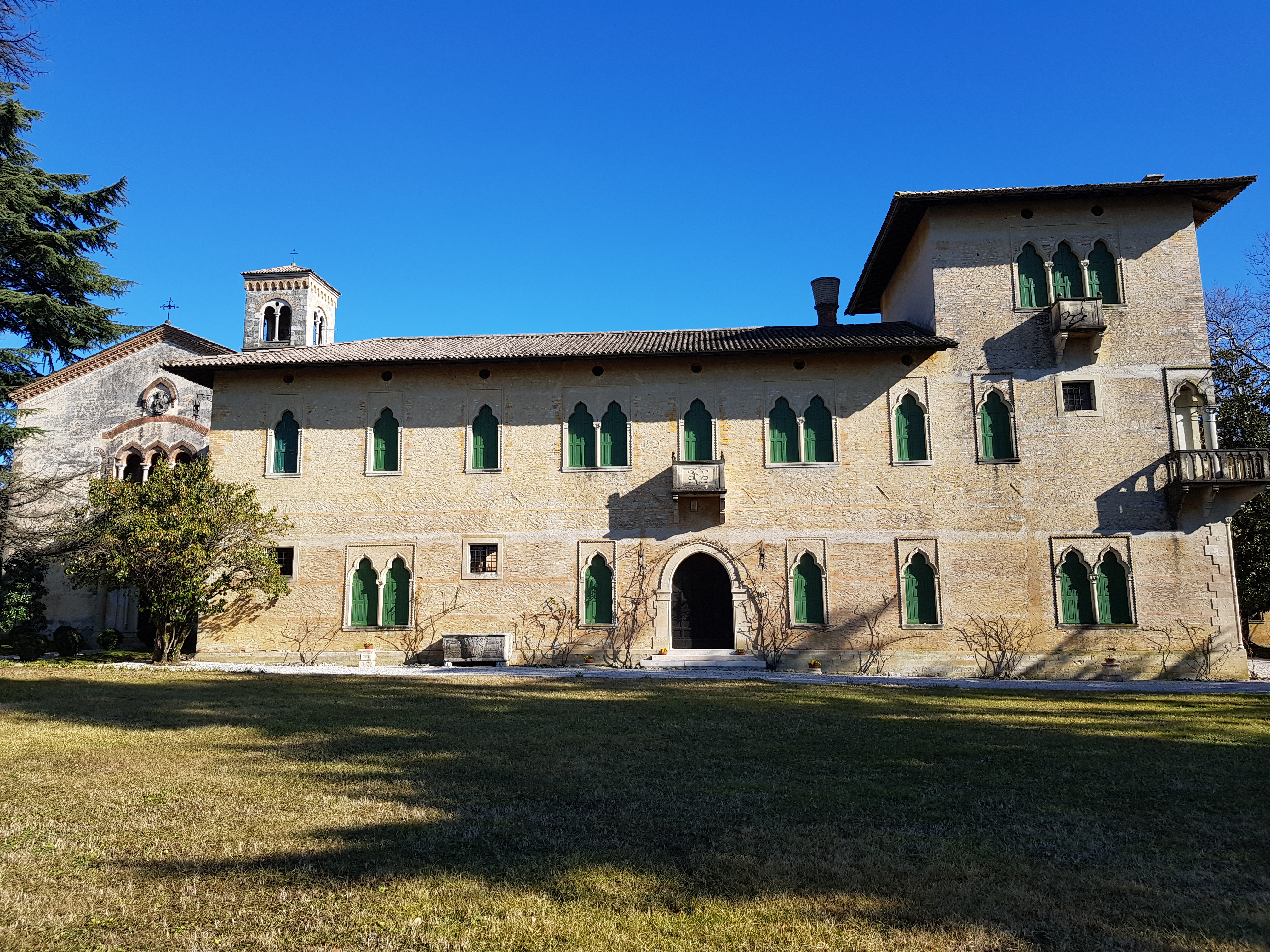
Die Abtei Santa Bona di Vidor

In seinem Testament von 1656 setzte Corner als Alleinerben seinen Sohn Federico ein, der neun Töchter hatte, allerdings unter der Bedingung, dass er seine politische Tätigkeit fortsetzte. Von seiner Frau hatte er eine Dos von 6.000 Dukaten erhalten. Sein Sohn Giorgio, 1643 bis 1663 Bischof von Padua, hatte Einnahmen in Höhe von 50.000 Dukaten jährlich. Diese stammten vor allem aus den vermögenden Abteien Santa Bona di Vidor und Santa Maria della Vangadizza im Polesine und den Benefizien von San Vido. Federico Corner gab Einnahmen von mehr als 6.700 Dukaten an, die bis 1661 auf 13.392 anstiegen. Ein großer Teil der Einnahmen stammte von Gütern auf der Terraferma, 134 campi im Ort Martellago (Mestre), 600 im Vicentino in Schiavon und Breganze, 450 im Trevisanischen in Monestier und Poisolo. Allerdings waren letztere Besitztümer von Überschwemmungen durch Po und Etsch bedroht, so dass sich die Einnahmen dramatisch verminderten.

## Begräbnisstätte in San Nicola da Tolentino
Francesco Corner wurde in der Familienkapelle in San Nicola da Tolentino beigesetzt, im Sestiere Santa Croce.